# Aeroporto Internazionale di Fort Lauderdale-Hollywood
L'Aeroporto Internazionale di Fort Lauderdale-Hollywood (IATA: FLL, ICAO: KFLL, FAA LID: FLL) è un aeroporto internazionale al servizio dell'Area Metropolitana di Miami, nella contea di Broward, in Florida. Si situa 5 km a sudovest di Fort Lauderdale e 34 km a nord di Miami. 
Con più di 700 voli al giorno per 135 destinazioni ed un traffico passeggeri di 31,7 milioni di passeggeri nel 2022, FLL è un'importante scalo internazionale per l'area metropolitana di Miami ed è il terzo aeroporto più trafficato della Florida dopo quello di Orlando e Miami. L'aeroporto di Fort Lauderdale serve principalmente le città di Fort Lauderale, Pompano Beach e Boca Raton.
L'aeroporto è base di Allegiant Air, JetBlue e Spirit Airlines. Inoltre, FLL è l'aeroporto di riferimento nel sud della Florida per Southwest Airlines (nonostante Southwest voli anche su Miami e Palm Beach).

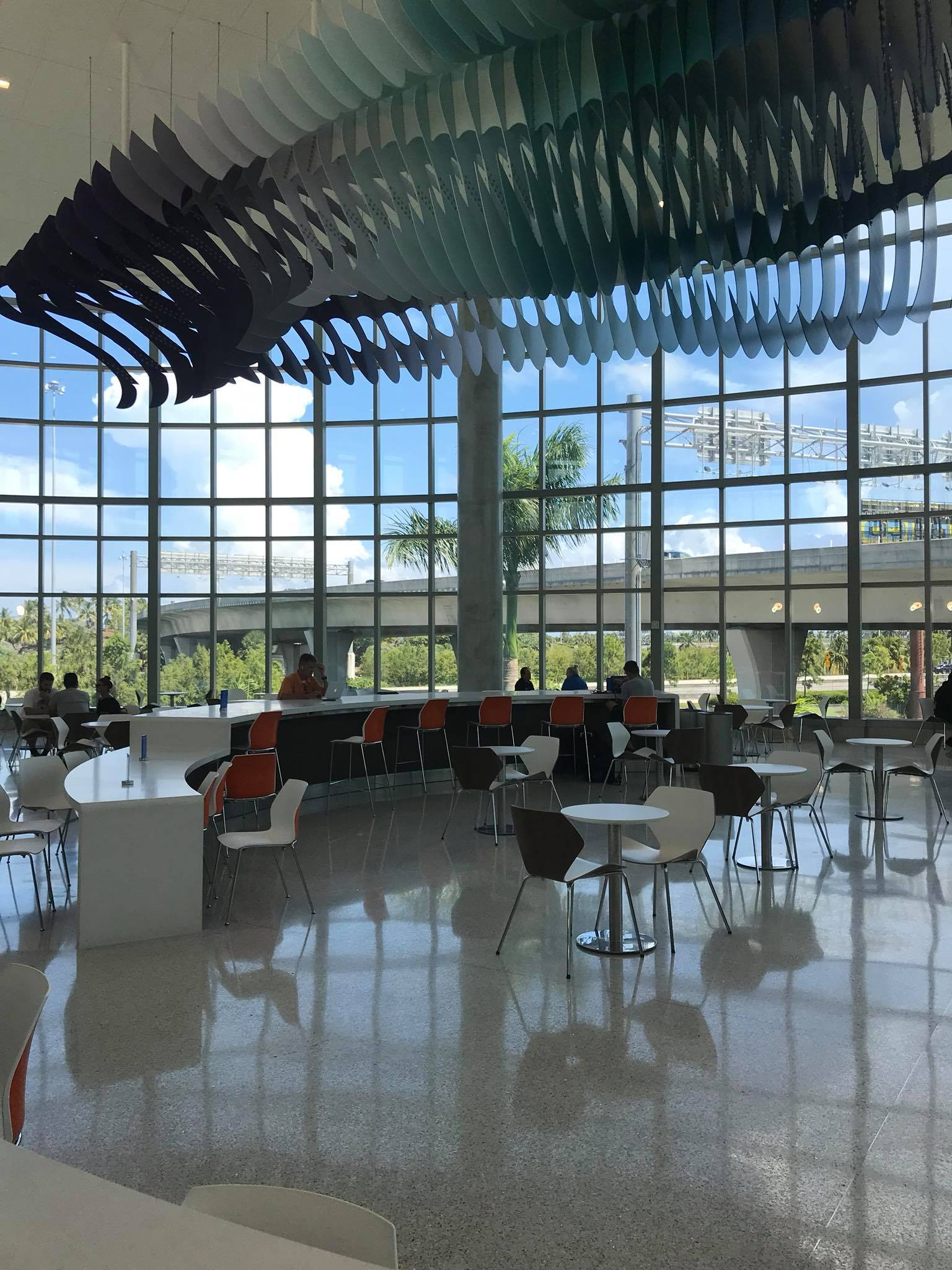
zona d'attesa tra il Terminal 3 e